# Shani Davis
Shani Earl Davis (Chicago, 13 augustus 1982) is een voormalig Amerikaans allround-schaatser. Hij heeft in totaal negen wereldrecords gereden. Vanaf 6 maart 2009 tot en met 9 maart 2019 is Davis de aanvoerder geweest van de Adelskalender.
Davis werd in 2005 en 2006 wereldkampioen allround en in 2009 wereldkampioen sprint. Hij won op Olympische Spelen in Turijn de gouden plak op de 1000 meter, die titel verdedigde hij succesvol op de Spelen in Vancouver.
Sinds januari 2010 trainde Davis in Marquette (Michigan) en is Davis een student aan de Northern Michigan University.
Anno november 2019 is Davis in dienst bij de Chinese schaatsbond om schaatsers te begeleiden bij overgang van shorttrack naar langebaanschaatsen.

## Biografie
Davis is opgegroeid in een arme wijk in het zuiden van Chicago. Hij schaatst al sinds zijn tweede. Hij begon op rolschaatsen maar stapte al op advies van de baas van zijn moeder op zijn zesde over naar het ijs, waar hij zijn geluk ging beproeven bij het shorttrackschaatsen en op de langebaan. Hij bleek in beide disciplines goed te zijn maar zijn voorkeur ging uit naar de langebaan.
Shani Davis nam vier keer, in 2003, 2004, 2005 en 2008, deel aan het Continentaal kampioenschap van Noord-Amerika & Oceanië (het kwalificatietoernooi voor de WK allround). Hij zegevierde alle vier keer. In 2003 debuteerde hij op het WK allround en werd zestiende. In 2004 werd Davis de eerste Afro-Amerikaan die op het podium kwam tijdens de WK allround, hij werd tweede. De kampioenschappen van 2005 en 2006 veroverde hij de wereldtitel en in 2008 stond hij voor vierde keer op het erepodium, nu werd hij derde.

### 2005
In 2005 had Davis het wereldrecord op de 1500 meter in handen, totdat Chad Hedrick aan het eind van dat jaar de tijd aanscherpte tot de eerste tijd onder de 1.43,00. Aan het eind van het seizoen, op het WK allround, pakte Davis het wereldrecord op de 1500 meter terug door Hedrick in een rechtstreeks duel te verslaan. Het record scherpte hij met 0,1 seconde aan tot 1.42,68.

### 2006
In 2006 won Davis tijdens de Olympische Winterspelen in Turijn de gouden medaille op de 1000 meter, nadat hij de enige was die onder de 1.09,00 dook. In een tijd van 1.08,89 won Davis goud, voor Joey Cheek en Erben Wennemars. Deze prestatie betekent ook de eerste individuele gouden medaille voor een Afro-Amerikaanse sporter op de Olympische Winterspelen. Op de 1500 meter haalde hij het zilver, achter de Italiaan Enrico Fabris, maar voor zijn landgenoot en aartsrivaal Chad Hedrick.

### 2007

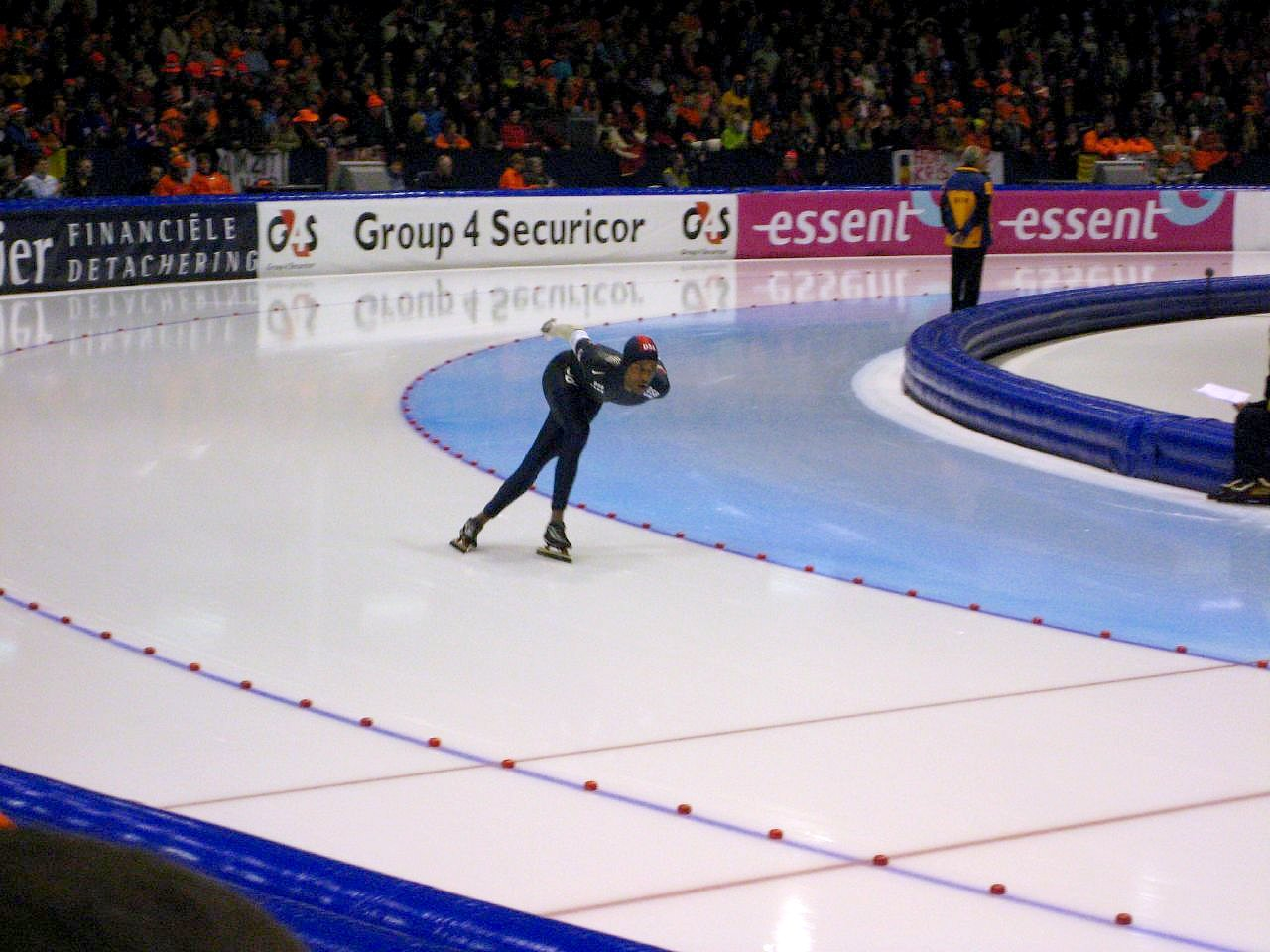
WB-wedstrijd 5000 meter in Heerenveen (8-12-2007)

Op het WK sprint in Hamar in het weekend van 20 en 21 januari 2007 werd hij verrassend derde achter Lee Kyou-hyuk en Pekka Koskela, met name door twee overwinningen op de 1000 meter in een baanrecord. Op de 500 meter wist hij de schade afdoende te beperken om toch nog het podium te behalen.
Tijdens de 1000 meter bij de Wereldbekerwedstrijd in Heerenveen op 27 januari 2007 evenaart hij het baanrecord dat hij in maart 2006 had neergezet. Bij de World Cup-finale in Calgary reed hij een nieuw wereldrecord op de 1500 meter.
Aan het einde van datzelfde seizoen behaalde Davis de wereldtitel op de 1000 meter tijdens de WK afstanden in Salt Lake City. Met zijn eindtijd van 1.07,28 versloeg hij Denny Morrison, Lee Kyou-hyuk en Erben Wennemars. Op de laatste dag van de WK afstanden wordt hij wereldkampioen op de 1500 meter in een tijd van 1.42,39, tweede werd Erben Wennemars en derde Denny Morrison.
Via het sportjournaal op de NOS van vrijdag 14 december 2007, een dag voor de WK sprint, werd bekendgemaakt dat Davis een dag eerder vader was geworden van een zoon. Eerder liet hij nog weten niet mee te zullen doen om dit heugelijke feit niet te hoeven missen.

### 2008
Op 7 januari 2008 maakte DSB-directeur Toon Gerbrands bekend dat Davis afziet van het WK sprint om optimaal te kunnen presteren op het allroundtoernooi aankomend weekend. Een maand daarvoor liet hij zich nog overhalen omdat hij toen afzag vanwege de geboorte van Ayize, maar nu is het de sportieve overweging.
Davis wint aan het begin van het schaatsseizoen 2008-2009 onder andere de 1500 meter tijdens de Wereldbeker in Heerenveen en twee maal de 1000 meter bij de Wereldbeker in Nagano. Op 17 december ontstond enige ophef in de Nederlandse Tweede Kamer toen bleek dat het nieuwe WERKbedrijf van het UWV Davis gedurende het schaatsseizoen 2008-2009 zou sponsoren.

### 2009
Op 18 januari 2009 won Shani Davis voor het eerst het WK Sprint, dat werd gehouden in Moskou. Hij behaalde dit mede doordat concurrent en leider van het klassement Lee Kyou-hyuk op de laatste 1000 meter ten val kwam. Bijzonder bijkomend detail is dat hij de tweede schaatser ooit is die zowel een allroundtitel als sprinttitel heeft behaald. In 1977 ging zijn landgenoot Eric Heiden hem voor. Door het aanscherpen van zijn persoonlijk record op de 500 meter op 6 maart 2009 in Salt Lake City ging Davis Sven Kramer voorbij in de Adelskalender. Op 6 maart 2009 verbeterde hij het wereldrecord op de 1500 meter dat in handen was van Denny Morrison met tijd van 1.42,01; Davis dook er ruim onder om de klok stil te laten staan op 1.41,80. Een dag na zijn wereldrecord op de 1500 verbeterde hij het wereldrecord op de 1000 meter met een tijd van 1.06,42. Eerder op dezelfde afstand dook landgenoot Trevor Marsicano, met een tijd van 1.06,88, als eerste onder de 1.07 grens. Het wereldrecord (1.07 blank) was in handen was de Fin Pekka Koskela. Tijdens de WK afstanden die werden gehouden van donderdag 12 maart t/m zondag 15 maart 2009 in de Richmond Olympic Oval nabij Vancouver behaalde hij een gouden medaille op de 1500 meter, op de 1000 meter eindigde hij als derde achter Canadees Denny Morrison en de winnaar, landgenoot Trevor Marsicano. Davis verbeterde tijdens het eerste Wereldbeker weekend van het seizoen 2009/2010 in Berlijn het baanrecord op de 1000 meter. Dit stond op naam van Erben Wennemars met een tijd van 1.08,88, Davis schaatste naar 1.08,53. Op de tweede dag won hij de 1500 meter in een tijd van 1.44,47, wat tevens een verbetering is van het wereldrecord van de 1500 meter op een laaglandbaan, en een verbetering van het baanrecord. In het tweede weekend wat werd gehouden in Heerenveen won hij de 1000 meter. Op de 1500 meter verbeterde hij wederom het baanrecord, Davis schaatste naar 1.44,48.

### 2010

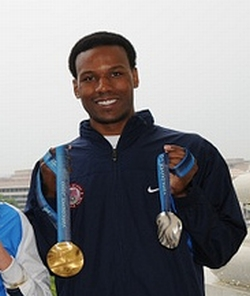
Shani Davis in 2010

Op 18 februari 2010 prolongeerde Davis op de Olympische Winterspelen in Vancouver zijn olympische titel op de 1000 meter. De tijd die Davis naar het goud leidde was 1.08,94, deze tijd was voldoende om de concurrentie voor te blijven, tevens was dit een aanscherping van het huidige baanrecord. Voorheen was dit baanrecord in bezit van de Amerikaan Trevor Marsicano (1.08,96). De tweede en derde plek kwamen op naam van de Koreaan Mo Tae-bum (1.09,13) en de Amerikaan Chad Hedrick (1.09,32).
Na de euforie die heerste na de gewonnen 1000 meter, richtte hij zich op de 1500 meter die twee dagen later verreden zou worden. Nadat Tuitert een tijd van 1.45,52 had gereden, was het de beurt aan Davis. Op het 800-meterpunt lag Davis nagenoeg gelijk met Tuitert, en Davis wist net als Tuitert een ronde van 25,8 neer te zetten. In de laatste ronde kon Davis de achterstand niet ombuigen in een voorsprong en werd hij met 1.46,10 tweede.

### 2011-2014
Voor seizoen 2010/2011 maakte Davis deel uit van Team CBA, de schaatsploeg van Peter Mueller. Het seizoen daarop besloot Davis in zee te gaan met de Nederlandse coach Ingrid Paul en het Nederlandse telecombedrijf Galaxy Group.
Davis deed mee aan de Olympische Spelen van 2014, maar zijn prestaties op dit evenement stelden teleur, net als die van alle Amerikaanse schaatsers. Hij werd achtste op de 1000 meter, elfde op de 1500 meter en 24ste op de 500 meter.

### 2014-2018
Ook in het seizoen 2014/2015 vielen zijn prestaties tegen. Hij eindigde steevast als vierde, vijfde en zesde tijdens de wereldbekerwedstrijden op de 500 en 1000 meter. Davis stelde dat als hij nog zo'n seizoen zou hebben, de schaatsen in het vet zouden gaan. Echter, op 14 februari 2015 won hij de 1000 meter tijdens het WK Afstanden in Thialf, voor de favorieten Pavel Koelizjnikov, Kjeld Nuis en Stefan Groothuis. In een tijd van 1.08,57 wist hij met 4 honderdste voor Koelizjnikov en 14 honderdste van een seconde voor Nuis te blijven, het was de eerste grote overwinning voor Davis sinds 2011. Ook het feit dat hij wereldkampioen werd in Thialf betekende veel: ‘Ik heb altijd al in Thialf wereldkampioen willen worden. Vlak voor de wereldbekerfinale in Erfurt maakte hij bekend voor volgend seizoen zich aan te sluiten bij Team Beslist.nl van Gerard van Velde. Daar had hij Kai Verbij, Dai Dai Ntab en Thomas Krol onder zijn hoede.
Na de Olympische Winterspelen in Pyeongchang zette Davis een punt achter zijn schaatsloopbaan.

## Records

### Persoonlijke records
| Afstand      | Tijd     | Datum             | Baan           |
| ------------ | -------- | ----------------- | -------------- |
| 500 meter    | 34,78    | 6 maart 2009      | Salt Lake City |
| 1000 meter   | 1.06,42  | 7 maart 2009      | Salt Lake City |
| 1500 meter   | 1.41,04  | 11 december 2009  | Salt Lake City |
| 3000 meter   | 3.41,43  | 23 september 2017 | Calgary        |
| 5000 meter   | 6.10,49  | 18 maart 2006     | Calgary        |
| 10.000 meter | 13.05,94 | 19 maart 2006     | Calgary        |

### Wereldrecords
| Nr. | Afstand        | Tijd    | Datum            | Baan           |
| --- | -------------- | ------- | ---------------- | -------------- |
| 1.  | 1500 meter     | 1.43,33 | 9 januari 2005   | Salt Lake City |
| 2.  | Grote vierkamp | 149,359 | 9 januari 2005   | Salt Lake City |
| 3.  | 1000 meter     | 1.07,03 | 20 november 2005 | Salt Lake City |
| 4.  | 1500 meter     | 1.42,68 | 19 maart 2006    | Calgary        |
| 5.  | Grote vierkamp | 145,742 | 19 maart 2006    | Calgary        |
| 6.  | 1500 meter     | 1.42,32 | 4 maart 2007     | Calgary        |
| 7.  | 1500 meter     | 1.41,80 | 6 maart 2009     | Salt Lake City |
| 8.  | 1000 meter     | 1.06,42 | 7 maart 2009     | Salt Lake City |
| 9.  | 1500 meter     | 1.41,04 | 11 december 2009 | Salt Lake City |

#### Wereldrecords laaglandbaan (officieus)
| Nr. | Afstand    | Tijd    | Datum            | Baan      |
| --- | ---------- | ------- | ---------------- | --------- |
| 1.  | 1500 meter | 1.46,02 | 7 februari 2004  | Hamar     |
| 2.  | 1000 meter | 1.08,33 | 26 november 2005 | Milwaukee |
| 3.  | 1500 meter | 1.44,48 | 25 oktober 2008  | Milwaukee |
| 4.  | 1500 meter | 1.44,47 | 8 november 2009  | Berlijn   |
| 5.  | 1500 meter | 1.44,27 | 21 november 2009 | Hamar     |

### Baanrecords
Alleen de huidige baanrecords zijn vermeld. De ijsbanen gemarkeerd met een * zijn niet meer in gebruik.
| (Bijgewerkt t/m 29 oktober 2020) |                           |                 |                       |
| Baan                             | Afstand                   | Tijd            | Datum                 |
| Berlijn                          | 1500 meter                | 1.44,47         | 08-11-2009            |
| Baselga                          | 1500 meter                | 1.46,85         | 03-02-2008            |
| Erfurt                           | 1000 meter                | 1.08,40         | 01-02-2009            |
| Hamar                            | 1500 meter Achtervolging  | 1.44,27 3.43,58 | 21-11-2009 27-11-2010 |
| Inzell (buiten)*                 | 1000 meter                | 1.09,65         | 17-02-2008            |
| Milwaukee                        | 1000 meter Grote vierkamp | 1.08,33 151,741 | 26-11-2005 23-12-2006 |
| Moskou                           | 1000 meter Sprintvierkamp | 1.08,66 139,560 | 18-01-2009            |
| Richmond*                        | 1000 meter                | 1.08,94         | 17-02-2010            |
| Turijn*                          | 1000 meter                | 1.08,89         | 18-02-2006            |

### Adelskalender
Van 7 maart 2009 tot 9 maart 2019 was Shani Davis aanvoerder van de Adelskalender. Daarmee heeft hij 3656 dagen aan de top van de lijst gestaan.
Hieronder staan de persoonlijke records (PR's) waarmee Shani Davis aan de top van de Adelskalender kwam en de PR's die hij had staan toen hij van de eerste plek verdreven werd. Tevens zijn de gegevens weergegeven van de schaatsers die voor en na hem aan de top van de lijst stonden.
| Datum      | 500 m | 1500 m  | 5000 m  | 10.000 m | Punten  | Voorganger/Opvolger |
| ---------- | ----- | ------- | ------- | -------- | ------- | ------------------- |
| 12-01-2008 | 36,20 | 1.43,99 | 6.03,32 | 12.41,69 | 145,279 | Sven Kramer         |
| 06-03-2009 | 34,78 | 1.41,80 | 6.10,49 | 13.05,94 | 145,059 | Shani Davis         |
| 10-03-2019 | 35,74 | 1.42,56 | 6.03,70 | 12.47,89 | 144,690 | Patrick Roest       |

## Resultaten
| Jaar | NK afstand                                | NK sprint    | NK allround   | CK N-Amerika      | Olympische Spelen                                   | WK afstanden                            | WK allround            | WK sprint                                                | Wereldbeker                                              | WK junioren            |
| ---- | ----------------------------------------- | ------------ | ------------- | ----------------- | --------------------------------------------------- | --------------------------------------- | ---------------------- | -------------------------------------------------------- | -------------------------------------------------------- | ---------------------- |
| 2000 |                                           |              |               |                   |                                                     |                                         |                        |                                                          |                                                          | 10e (14e, 10e, 9e, 9e) |
| 2001 |                                           |              |               |                   |                                                     |                                         |                        |                                                          | 9e (17e, 16e, 5e, 9e)                                    |                        |
| 2002 |                                           |              |               |                   |                                                     |                                         |                        |                                                          |                                                          | DQ4 · (9e, 6e, , -)    |
| 2003 | NS1 500m · 1500m · 4e 5000m · 10.000m     |              |               | · (, , 4e)        |                                                     |                                         | NC16 (12e, 18e, 6e, -) |                                                          |                                                          |                        |
| 2004 |                                           |              | · (, )        | · (, )            | 1500m · 16e 5000m · 11e 10000m                      | · (, 4e, , 5e)                          |                        |                                                          |                                                          |                        |
| 2005 |                                           | · (, , 4e, ) | · (, )        | · (, )            |                                                     | · (, 5e, , 5e)                          | 7e · (20e, , 17e, )    |                                                          |                                                          |                        |
| 2006 | 4e 500m · 1000m · 1500m · 5000m · 10.000m |              |               |                   | 1000m · 1500m · 7e 5000m                            |                                         | · (, 4e, , 5e)         | 8e · (24e, 6e, 20e, )                                    | 37e 500m · 1000m · 4e 1500m · 11e 5k/10k                 |                        |
| 2007 |                                           | · (, , 4e, ) | · (, )        |                   |                                                     | 1000m · 1500m · 10e 5000m               | 6e · (, 7e, 4e, 11e)   | · (12e, , 7e, )                                          | 40e 100m · 28e 500m · 1000m · 4e 1500m · 15e 5k/10k      |                        |
| 2008 |                                           |              | · (, )        | · (, )            | 1000m · 1500m · 5e 5000m                            | · (, 4e, , 5e)                          |                        | 39e 500m · 1000m · 1500m · 19e 5k/10k                    |                                                          |                        |
| 2009 |                                           | · (, )       | NS4 · (, , -) |                   | 22e 500m · 1000m · 1500m                            |                                         | · (10e, , 6e, )        | 16e 500m · 1000m · 1500m · 28e 5k/10k · 4e achtervolging |                                                          |                        |
| 2010 | 1000m ·                                   |              |               |                   | DNS2 500m · 1000m · 1500m · 12e 5000m               |                                         |                        |                                                          | 21e 500m · 1000m · 1500m · 13e 5k/10k · 4e achtervolging |                        |
| 2011 |                                           |              | · (, )        |                   |                                                     | 9e 500m · 1000m · 1500m · achtervolging | 7e · (, 14e, 4e, 8e)   | · (4e, , 9e, )                                           | 30e 500m · 1000m · 1500m · 43e 5k/10k · achtervolging    |                        |
| 2012 | 1000m · 1500m · 5000m ·                   |              |               | 4e · (, 7e, , 9e) | 1000m · 4e 1500m · achtervolging                    |                                         | 5e · (16e, , 18e, )    | 46e 500m · 1000m · 1500m · 28e 5k/10k · 4e achtervolging |                                                          |                        |
| 2013 | 500m · 1000m · 1500m                      |              |               |                   | 1000m · 1500m                                       |                                         |                        | 1000m · 9e 1500m · 53e 5k/10k                            |                                                          |                        |
| 2014 | 6e 500m · 1000m · 1500m                   |              |               |                   | 24e 500m 8e 1000m 11e 1500m 7e ploegenachtervolging |                                         |                        | · (11e, , 15e, )                                         | 0p op 500m · 1000m · 1500m                               |                        |
| 2015 |                                           |              |               |                   |                                                     | 1000m · 4e 1500m                        |                        | NC25 (23e, 4e, 28e, -)                                   | 46e 500m 8e 1000m 9e 1500m                               |                        |
| 2016 |                                           |              |               |                   | 5e 1000m 5e 1500m                                   |                                         | 13e · (27e, 4e, 22e, ) | 8e 1000m 8e 1500m                                        |                                                          |                        |
| 2017 |                                           |              |               |                   | 5e 1000m 11e 1500m                                  |                                         |                        | 6e 1000m 9e 1500m                                        |                                                          |                        |
| 2018 |                                           |              |               |                   | 7e 1000m 19e 1500m                                  |                                         |                        |                                                          | 0p 500m 19e 1000m 19e 1500m                              |                        |

NC# = niet gekwalificeerd voor de laatste afstand, maar wel als #e geklasseerd in de eindrangschikking
DNF# = wegens liesblessure tijdens de #e afstand'
DQ# = gediskwalificeerd bij de #e afstand
NS# = niet gestart op de #e afstand
(#, #, #, #) = afstandspositie op allround- of sprinttoernooi. Allround (500m, 5000m, 1500m, 10.000m). Sprint (1e 500m, 1e 1000m, 2e 500m, 2e 1000m). Junioren (500m, 3000m, 1500m, 5000m)

### Wereldbekerwedstrijden
| Jaar | 500m                                                      | 1000m                   | 1500m              | 5k/10k                  | Achtervolging |
| ---- | --------------------------------------------------------- | ----------------------- | ------------------ | ----------------------- | ------------- |
| 2006 | 18e, 22e, 14e, 18e                                        | , , -, -, -, ,          | , , -, -,          | 1e, 16e, -*, -, 5e      |               |
| 2007 | -, -, -, -, -, -, -, -, 2e, , -, -                        | 4e, , 4e, -, -, -, -, , | , , -, -, -,       | 8e, 6e, -*, -, -*, 13e  |               |
| 2008 | 27e, 25e, 5e, 13e, 13e, 13e, 5e, -, -, -, -, -, -, -      | , , 5e, , , -, ,        | , , -, 4e, -, ,    | 18e, 2e, -*, , -*, -, - |               |
| 2009 | 6e, 3e, 11e, 19e, 13e, 12e, 13e, 16e, 20e, -, 10e, 5e, 8e | , , -, 4e, ,            | 5e, , -, ,         | 10e, -, -*, -, -*, -    |               |
| 2010 | 3e, 2e, 10e, 11e, 15e, 14e, 17e, 12e                      | ,                       | ,                  | 8e, 7e, -*, 11e, 9e     | , -, -        |
| 2011 | 13e, 12e, 19e, 18e, -, -, -, -, -, -, -, -                | , , -, -, , , -,        | , 7e, , -, ,       | 18e, -, -*, -, -*, -    | , , -         |
| 2012 | -, -, 16e, 19e, 18e, 17e, 8e, -, -, -, -, -               | 5e, 4e, 7e, , ,         | , 4e, 7e, , , 7e   | -, 1e, -*, -, -*, -     | , 8e, 4e,     |
| 2013 | -, -, -, -, -, -, -, -, -, -, -, -                        | DQ, 4e, , , 8e, 4e      | -, 10e, , 10e, 9e, | -, -, DNS*, -, -*, -    | -, -, -, -    |

cursief = B-groep
- = geen deelname
* = 10.000m

### Medaillespiegel
| Kampioenschap             | Goud | Zilver | Brons |
| ------------------------- | ---- | ------ | ----- |
| Nationaal kampioenschap   | 7    | 3      | 0     |
| NK Sprint (afstanden)     | 5    | 2      | 3     |
| NK Sprint (klassement)    | 1    | 1      | 1     |
| NK Allround (afstanden)   | 14   | 9      | 0     |
| NK Allround (klassement)  | 5    | 0      | 0     |
| CK N-Amerika (afstanden)  | 11   | 4      | 2     |
| CK N-Amerika (klassement) | 4    | 0      | 0     |
| WK Allround (afstanden)   | 6    | 2      | 2     |
| WK Allround (klassement)  | 2    | 1      | 1     |
| WK Sprint (afstanden)     | 6    | 3      | 1     |
| WK Sprint (klassement)    | 1    | 0      | 3     |
| Wereldbeker wedstrijden   | 52   | 17     | 8     |
| Wereldbekerklassement     | 9    | 1      | 4     |
| Olympische Spelen         | 2    | 2      | 0     |
| WK Afstanden              | 5    | 3      | 3     |
| WK junioren (afstanden)   | 1    | 0      | 0     |
| Totaal                    | 131  | 48     | 28    |